# Miconia flaccida
Miconia flaccida är en tvåhjärtbladig växtart som beskrevs av Henry Allan Gleason. Miconia flaccida ingår i släktet Miconia och familjen Melastomataceae. Inga underarter finns listade i Catalogue of Life.